# Bumbești-Pițic
Bumbești-Pițic – wieś w Rumunii, w okręgu Gorj, w gminie Bumbești-Pițic. W 2011 roku liczyła 817 mieszkańców.